# 利光鶴松

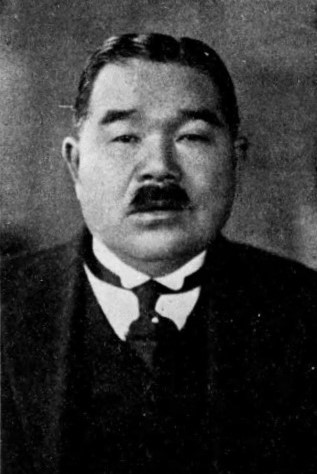
利光鶴松

利光 鶴松（としみつ つるまつ、1864年2月6日（文久3年12月29日） - 1945年（昭和20年）7月4日）は、日本の政治家、弁護士、実業家。衆議院議員（当選2回、東京府第五区選出）。小田原急行鉄道（現・小田急電鉄）創業者。星亨の側近。

## 人物概要
豊後国（現大分県）生まれ。1879年、家督を相続。岡山に出て漢学塾に於いて陽明学を修め、上京し、明治法律学校に入学（1900年に推薦校友となる）。代言人試験に合格し、代言人（弁護士）となる。その後、東京市会議員、衆議院議員を務めたのち実業界に転身。小田原急行鉄道（現・小田急電鉄）を創業した。

## 生涯

### 幼少期・上京
1864年2月6日（文久3年12月29日）、豊後国大分郡稙田村字粟野（現・大分県大分市大字稙田）にて利光市松、シン子夫妻のもとに生まれる。実家は農家であった。
1875年（明治8年）、稙田村市ノ道場寺にて初等教育を受け始める。1878年（明治11年）に卒業。
13歳の時、父の市松が亡くなり、母の手に育てられた。
実家の農業を継ぐとともに、中国古代の史書の勉強会への参加や『国史略』、『日本外史』、『十八史略』などを独学で勉強した。
1881年（明治14年）1月、粟野を去り日出（現・大分県速見郡日出町）の涵江書塾に入門し、頭成学校の助教員になる。その後、豊前恒遠塾、但馬青谿書院、備後宇都宮龍山塾で勉学に励む。
上京。家が貧しかったため、叔父の品吉に学資を補助してもらった。叔父から「学費など心配するな。俺が働いてお前は必ず学校を卒業させてやる。」といわれたという。1886年（明治19年）、明治法律学校（現・明治大学）に進学、翌1887年（明治20年）4月に代言人試験を受け合格をする。

### 代言人時代
同年12月、神田猿楽町に代言人事務所を開設。また、1889年（明治22年）には大同団結運動に参加するなど政治活動をはじめ、翌1890年（明治23年）1月には立憲自由党に入党し、同9月には党大分県代表東京支部幹事に就任する。自由党入党のきっかけは苦学時代に民権運動の盛んだった五日市において千葉卓三郎が校長をしていた村立小学校観能学校教員を務めた経験にあったと言われている。入党後は星亨の強い影響を受けながら政治家活動を行っていった。

### 政治家・実業家へ
1896年（明治29年）2月、深川区より立候補をし、東京市会議員に当選する。市会議員として活躍し、1898年（明治31年）3月には東京府第5区（本所区・深川区）より第5回衆議院議員総選挙に出馬し、当選する。衆議院議員となり、同年6月には憲政党幹事に就任する。第6回総選挙で再選されたが、1900年（明治33年）3月に起きた東京市参事会収賄事件により収賄幇助罪にとわれた。このときに星亨は逓信大臣を辞職する騒動となった。判決は1902年（明治35年）に確定した。1902年5月、議員資格が消滅となった。
1899年（明治32年）9月、東京市街鉄道敷設の出願に参画し、実業界に足を踏み入れ、1905年には同社取締役に就任する。
また、日光（日光市）で鉱山業を計画したことが縁で鬼怒川流域の開発に関心を持ち、1910年（明治43年）10月に鬼怒川水力電気を創立させ、社長に就任する。翌1911年（明治44年）には、京成電気軌道（現・京成電鉄）会長、千代田瓦斯社長にも就任している。
そして1923年（大正12年）、小田原急行鉄道（現・小田急電鉄）を創立し、社長に就任。1927年（昭和2年）に新宿駅 - 小田原駅間を一気に開通させた。
1940年（昭和15年）には、これまでの功績が評価され紺綬褒章を受章した。
翌1941年（昭和16年）、高齢や山東半島の金鉱開発事業失敗などを理由に五島慶太に小田急電鉄の社長の座を禅譲し、小田急電鉄社長等、全ての役職より引退した
。1945年（昭和20年）7月4日に世田谷区喜多見の自宅で死去。多磨霊園に埋葬された。

### 死後
1955年（昭和30年）9月16日、当時・小田急電鉄が営業を行っていた向ヶ丘遊園内に「利光鶴松翁の頌徳碑」が建立され、1965年（昭和40年）4月10日には銅像が建立された。
また、1956年（昭和31年）3月には利光が教員として働いていた五日市にあった古民家が「松鶴庵」として同園内に移築され同年4月3日に完成、閉園まで蕎麦屋として営業された。

## 人物
『実業の世界』からの「あなたは25歳の頃に何をしていたか。その当時の収入及び生活状態はどうだったか」という問いに利光は「東京組合の弁護士でした。100円内外の収入で勿論貧乏でした」と回答している。

## 家族
息子は元・日本航空社長の利光松男、娘は学校法人大和学園聖セシリア（聖セシリア小学校、聖セシリア女子中学校・高等学校、聖セシリア女子短期大学の設置者）の創立者である伊東静江である。養子に利光学一（小田急電鉄 元取締役副社長、同二代目取締役社長、神奈川中央交通取締役会長）。